# Isola Staats
L'isola Staats (in inglese Staats Island in spagnolo Isla Staats) è una piccola isola dell'Oceano Atlantico nell'emisfero australe e fa parte dell'arcipelago delle isole Falkland. Appartiene al piccolo gruppo delle isole Beaver ed è situata tra l'isola Beaver e l'isola Weddell, vicino all'isola del Tè.

## Geografia e descrizione

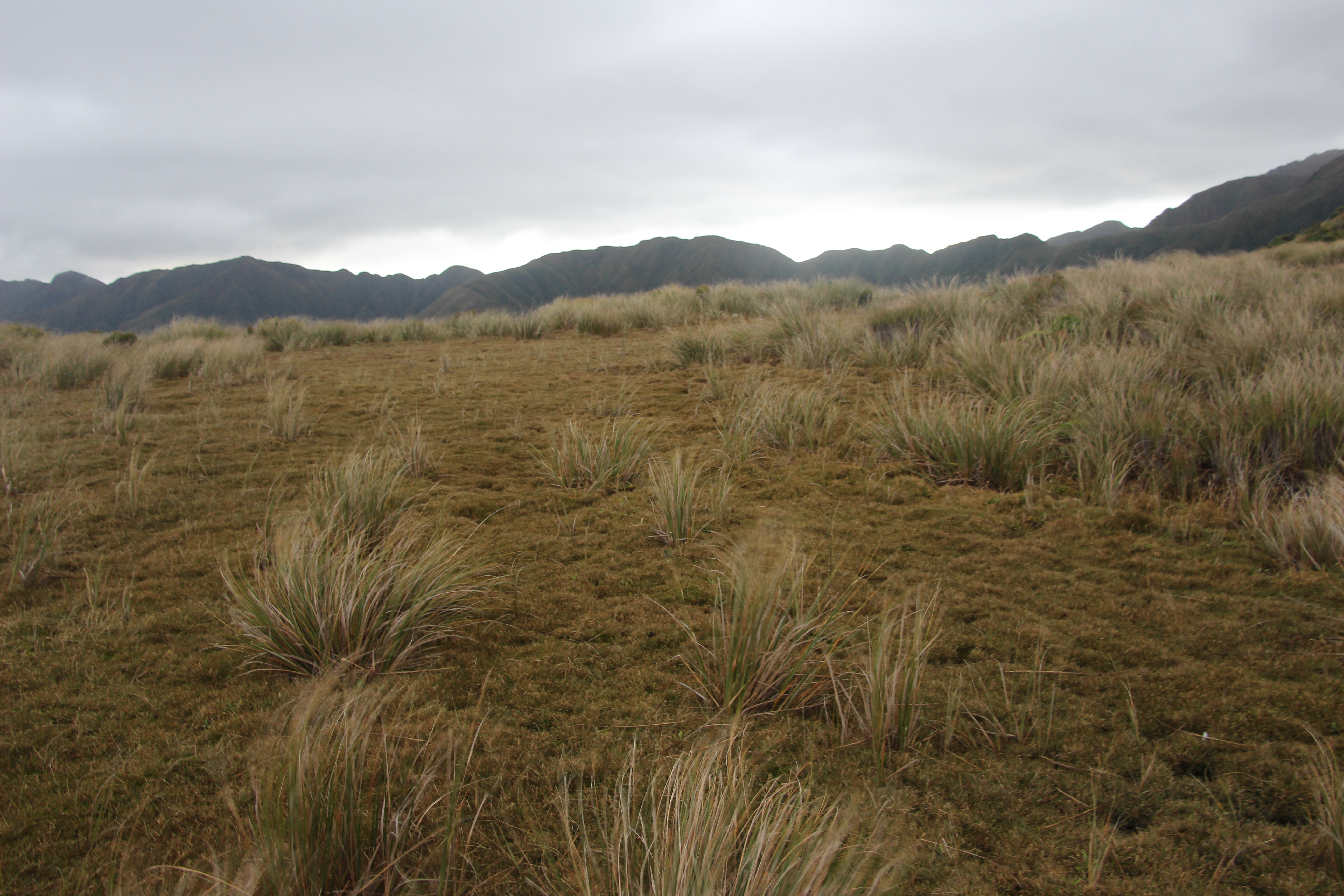
Prati con erba i Tussock

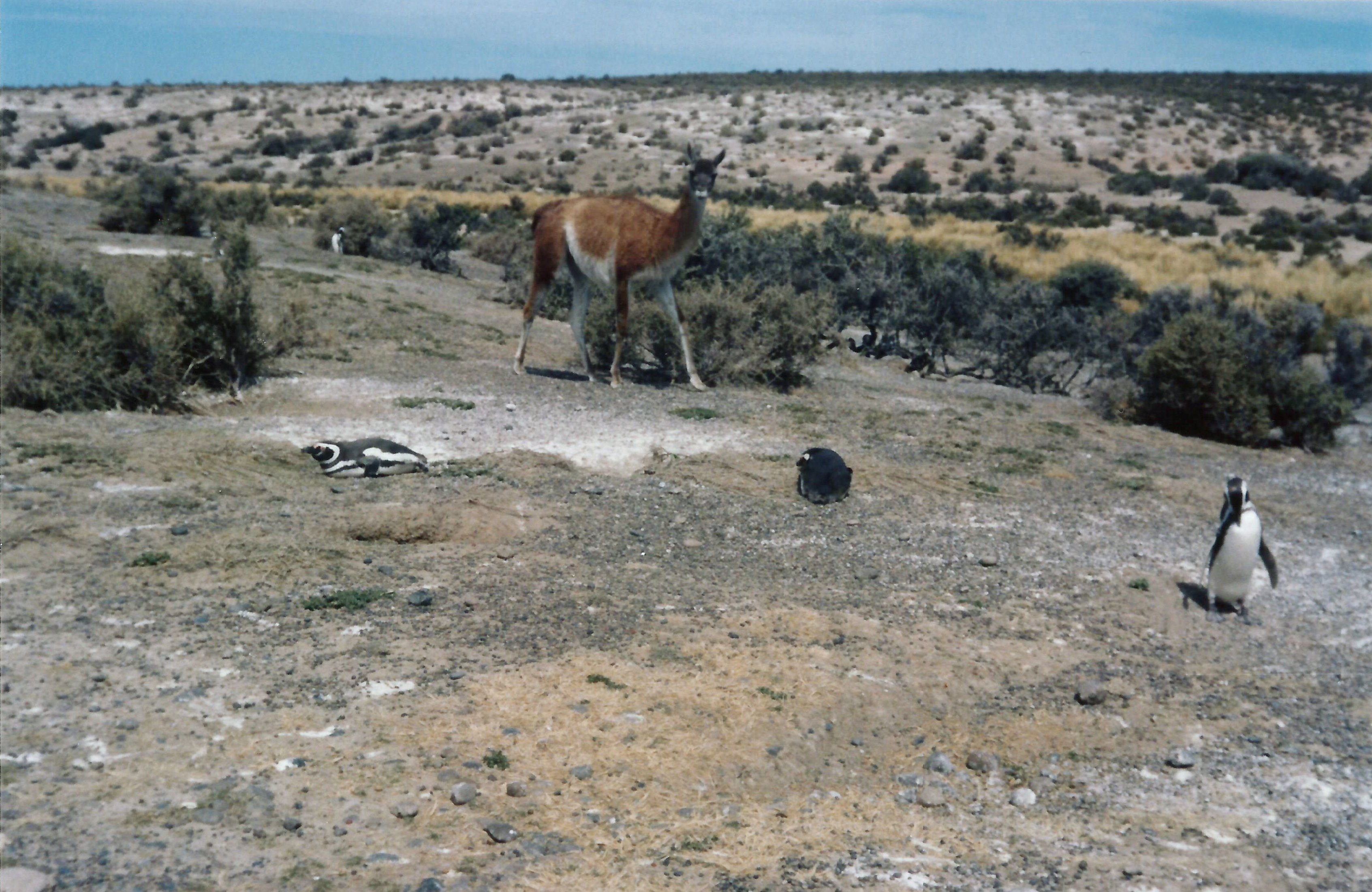
Esemplari di guanaco e di pingüini di Magellano

L'isola Staats, con l'isola Weddell Island, l'isola Beaver, l'isola Split e l'isola Tea forma il piccolo gruppo delle isole Beaver. Tutte queste isole sono caratterizzate da scogliere a picco sul mare solitamente rivolte a ovest e da coste profondamente frastagliate. Ci sono generalmente pendii molto ripidi sopra le coste orientali rocciose ma vi sono anche alcune spiagge sabbiose e baie riparate. Nell'entroterra le isole sono montuose con molte vette che superano i 150 metri con punte oltre i 200 metri. La maggior parte delle isole più piccole sono basse.

## Amministrazione
Il territorio, come tutto quello dell'arcipelago delle isole Falkland, è amministrato dal Regno Unito come uno dei territori d'oltremare britannici ed è rivendicato dall'Argentina. Per il suo possesso venne combattuta nel 1982 la guerra delle Falkland.

## Aspetti naturalistici
Sull'isola, che ha caratteristiche ambientali simili a quelle vicine e di maggiori dimensioni, ha ampie distese piane con l'erba di Tussock, messa a dura prova dalla presenza di molti erbivori, e scogliere sul mare e queste aree ospitano numerose specie di uccelli, molte delle quali con coppie riproduttive. Tra queste alcune sono autoctone e altre sono state indrodotte, e in particolare vi sono il nandù di Darwin, pinguino di Magellano. Tra i mammiferi molti esemplari di volpe grigia sudamericana, di guanaco e di skunk della Patagonia. In misura minore, o sottospecie locali registrate, vi sono esemplari di nitticora corona nera, di oca delle Highlands, di oca alga, di tordo delle Falkland, di scricciolo delle Falkland e di sturnello dalla coda lunga. In certi punti del gruppo sono stati visti esemplari di leone marino. I numerosi ratti stanno creando problemi alle popolazioni di uccelli.